# Trevor Cherry
Trevor John Cherry (Huddersfield, 23 de fevereiro de 1948 – 29 de abril de 2020) foi um futebolista britânico que atuava como defensor.

## Carreira
Cherry atuou no Leeds United, com o qual conquistou a temporada 1973–74 da Football League First Division.
Fez parte do elenco da Seleção Inglesa de Futebol, da Euro 1980.

## Morte
Morreu no dia 29 de abril de 2020, aos 72 anos.